# Бахышова, Вюсаля Алекбер гызы
Вюсаля Алекбер гызы Бахышова (азерб. Baxışova Vüsalə Ələkbər qızı; род. 1979) — судья Верховного суда Азербайджана (с 2024).

## Биография
Родилась в 1979 году. В 1999 году окончила юридический факультет Бакинского государственного университета. В 2001 году окончила магистратуру того же университета.
С 2001 по 2007 год являлась секретарём судебного заседания Экономического суда Азербайджана.
С 2007 по 2008 год являлась секретарём судебного заседания Бакинского Апелляционного суда.
С 2008 по 2010 год являлась помощником судьи Бакинского Апелляционного суда.
С 26 октября 2010 года по 2017 год являлась судьёй Бакинского административно-экономического суда №1.
С 30 июня 2017 по 2024 год являлась судьёй Бакинского Апелляционного суда.
Судья Коллегии по гражданским делам Верховного суда Азербайджана (с 8 октября 2024).